# Эчмиадзинский кафедральный собор
Эчмиадзинский кафедральный собор (арм. Էջմիածնի Մայր Տաճար (Ēǰmiacni Mayr Tačar), от грабар Էջ Միածինն (Ēǰ Miacinn) — «Сошествие Единородного») — главный храм Армянской апостольской церкви, престол католикоса всех армян в 303—484 гг., и снова с 1441 года. Расположен в городе Вагаршапат Армавирской области Армении. С 2000 года входит в список всемирного наследия ЮНЕСКО. Является одним из древнейших христианских храмов в мире.

## История
Строительство собора связано с именем царя Трдата III и католикоса святого Григория Просветителя. По преданию, Трдат III приказал забросать камнями 35 сестер-инокинь, после чего сошёл с ума. Один из заключенных христиан по имени Григорий (ставший известным под именем Григорий Просветитель) вылечил его и обратил в христианство, после чего примеру своего правителя последовало все население Армении. Согласно легенде место для храма было указано Григорию Просветителю самим Иисусом Христом, откуда и происходит название. Прежде же здесь проводились языческие обряды и поклонения местным богам.
Возведенный в IV—V веках собор считается одним из древнейших христианских соборов в мире. За всю свою историю он претерпел множество реконструкций. Первоначально, как и другие храмы, он представлял собой прямоугольное здание, но позже был перестроен в центрально-купольный собор. Со временем здание дополнилось колокольней, ротондами, ризницей и другими постройками.

### История строительства и реставрации
Эчмиадзинский собор строился не одно столетие. Первоначально Собор был построен из дерева в форме базилики. Но уже в V веке был перестроен, ему была придана крестообразная форма, увенчанная куполом. В VII веке Собор был перестроен в камне. В XVII веке над собором возвели новый современный купол и трёхъярусную колокольню. В XVIII веке с трёх сторон Собора были возведены шестиколонные ротонды. В юго-восточной части собора находится музей собора, построенный в XIX веке.
В XX веке была осуществлена основательная реставрация. Были укреплены колонны и арки, поддерживающие купол, а сам купол был облицован свинцом. Из мрамора был построен новый алтарь. Мрамором был уложен и пол церкви. Были обновлены и дополнены росписи внутри храма.

### Реликвии
- Копье Лонгина
- кусок Ноева ковчега
- мощи Святого Стефана[3]
- частица посоха апостола Варфоломея[3]

## Галерея
- Общий вид собора
- Общий вид
- Общий вид
- Общий вид
- Вид со стороны колокольни
- Вид с воздуха на реставрируемый собор в 2021 году
- Купол собора
- Главный вход в собор
- Интерьер собора
- Алтарь собора
- Фрески собора
- Рельеф Григория Просветителя на западной звоннице собора (1650-е гг.)
- Рельеф, изображающий Христа
- Орнаменты собора
- Орнаменты собора
- Крестная скульптура
- Надпись на греческом языке
- реконструкция

- Хачкары

- Художественные и исторические изображения
- Кафедральный собор, XVII в.
- Рисунок Эчмиадзина.
- British Library, 1865 год
- Эчмиадзинский собор работы неизвестного европейского художника, 1870-е годы
- Геворгянская духовная семинария и Эчмиадзинский собор, 1890 год
- Эчмиадзинский собор, конец XIX века
- Эчмиадзинский собор из HFB Lynch's Armenia, travels and studies vol. 1, 1901 год
- Эчмиадзинский кафедральный собор 1903 год.
- Эчмиадзинский собор в 1927 году, фото Фритьофа Нансена.
- Советская марка 1978 года с изображением собора
- Памятная монета Армении 1998 года "Эчмиадзин" - 10000 драм - золото 900
- Собор на почтовой марке Армении, 2019 год